# ARM Cuauhtémoc (BE-01)
El Buque Escuela Cuauhtémoc ARM. BE-01 es el crucero de instrucción de la Armada de México en el cual los cadetes de la Heroica Escuela Naval Militar realizan viajes de práctica y cruceros de buena voluntad. Dichas prácticas comprenden el estudio de materias tales como cinemática naval, astronomía náutica, derecho marítimo nacional e internacional, comunicaciones navales, y administración del mantenimiento, entre otras comprendidas dentro de su plan de estudios, así como seminarios y prácticas de navegación; estas asignaturas en conjunto formaban parte imprescindible de la formación profesional de los Cadetes Navales.
Tiene un velamen de tipo bricbarca, bergantín-barca o simplemente barca con una superficie de 2368 m2. Es un velero de tres mástiles con aparejo de cruz de cangreja y escandalosa.

## Historia
Encargado por iniciativa del entonces presidente mexicano José López Portillo, el Velero Cuauhtémoc se puso el 24 de julio de 1981 en la grada 187 de los Astilleros Celaya S.A. en Bilbao, España. Era el cuarto y último de los grandes veleros diseñados y construidos como buques escuela por los Astilleros Celaya para las armadas hispanoamericanas; sus buques gemelos son el Gloria de Colombia, botado en 1967; el Guayas de Ecuador, botado en 1976 y el Simón Bolívar de Venezuela, botado en 1979.
El Cuauhtémoc fue botado el 24 de julio de 1982 y días después, el 29 de julio, Francisco Landeta Molina, presidente de los astilleros, entregó formalmente el velero a Francisco Alcalá Quintero, embajador de México en España. Al acto oficial también asistieron el vicealmirante P.A. Federico Carballo Jiménez, agregado naval de México en España, y Luis Pinilla Soliveres, gobernador militar de Vizcaya. De inmediato fue dado de alta en la Armada de México y se entregó a su primera tripulación, cuyos oficiales, maestranzas y tripulación previamente habían sido preparados en un curso especializado en la Escuela de Maniobra Galatea de la Armada española en Ferrol. Fue nombrado como su comandante el capitán de navío Manuel Zermeño del Peón. El comandante segundo del Cuauhtémoc fue el capitán de fragata Alberto Gerardo del Barrio Guillé.
El 18 de septiembre de ese mismo año surcó por primera vez aguas mexicanas y arribó al puerto de Veracruz. Siete días después, el 25 de septiembre, fue abanderado por el presidente José López Portillo. Es el segundo buque de la Armada de México que lleva el nombre de "Cuauhtémoc". El anterior fue el destructor Cuauhtémoc (E01), un barco de la clase Fletcher botado en mayo de 1942, que sirvió en la armada estadounidense con el nombre de USS Harrison (DD-573) y que fue adquirido por la Armada de México el 19 de agosto de 1970, el cual fue finalmente retirado del servicio en 1982 para su desguace.
El día 17 de mayo de 2025 sufrió un grave accidente al golpear sus velas contra el Puente de Brooklyn en Nueva York. Resultaron al menos dos personas muertas y se partieron sus tres mástiles.

## Accidentes

### Choque con el Puente Colgante de Portugalete
En el año 2007 al participar en el camino de El Abra al bajar por la ría de Bilbao, en España, el palo mayor chocó contra el puente colgante del municipio de Portugalete. Solo hubo daños leves en la parte superior del palo mayor pero no hubo heridos y tampoco se detuvo el evento. Sin embargo, esto era un riesgo calculado por las autoridades locales ya que todos los barcos debían librar el puente de 45 m, la altura del Cuauhtémoc era de 45.5 m y normalmente las maniobras se hacen en pleamar, por lo que los pilotos prácticos locales coordinaron todo para evitar percances, aún así hubo un roce pero fue de menor importancia. Esto también le ocurrió al buque escuela Sagres de Portugal en el 2000.

### Desaparición de la cadete Nava
El 11 de junio de 2017 la cadete Eva Lidia Nava Guzmán cayó por la borda del buque durante una maniobra de velas cerca de Mumbai, India. Pese a las búsquedas intensas coordinada entre México e India, no la localizaron. En los 35 años de servicio hasta ese momento, se trató del primer incidente fatal.

### Choque con el Puente de Brooklyn
El 17 de mayo de 2025 el Cuauhtémoc estaba haciendo maniobras de zarpe para salir del muelle 17 en el Río Este del Puerto de Nueva York para dirigirse hacia el sur, recargar combustible y partir a Islandia. Una falla mecánica paró el motor dejando al buque a la deriva, colisionando con el puente de Brooklyn alrededor de las 20:30 horas. Los mástiles impactaron con la estructura del puente, causando el colapso parcial de los aparejos. Había una tripulación de 277 personas, en su mayoría cadetes. Hubo al menos 22 heridos, 2 graves y 2 fallecidos.

## Escudo

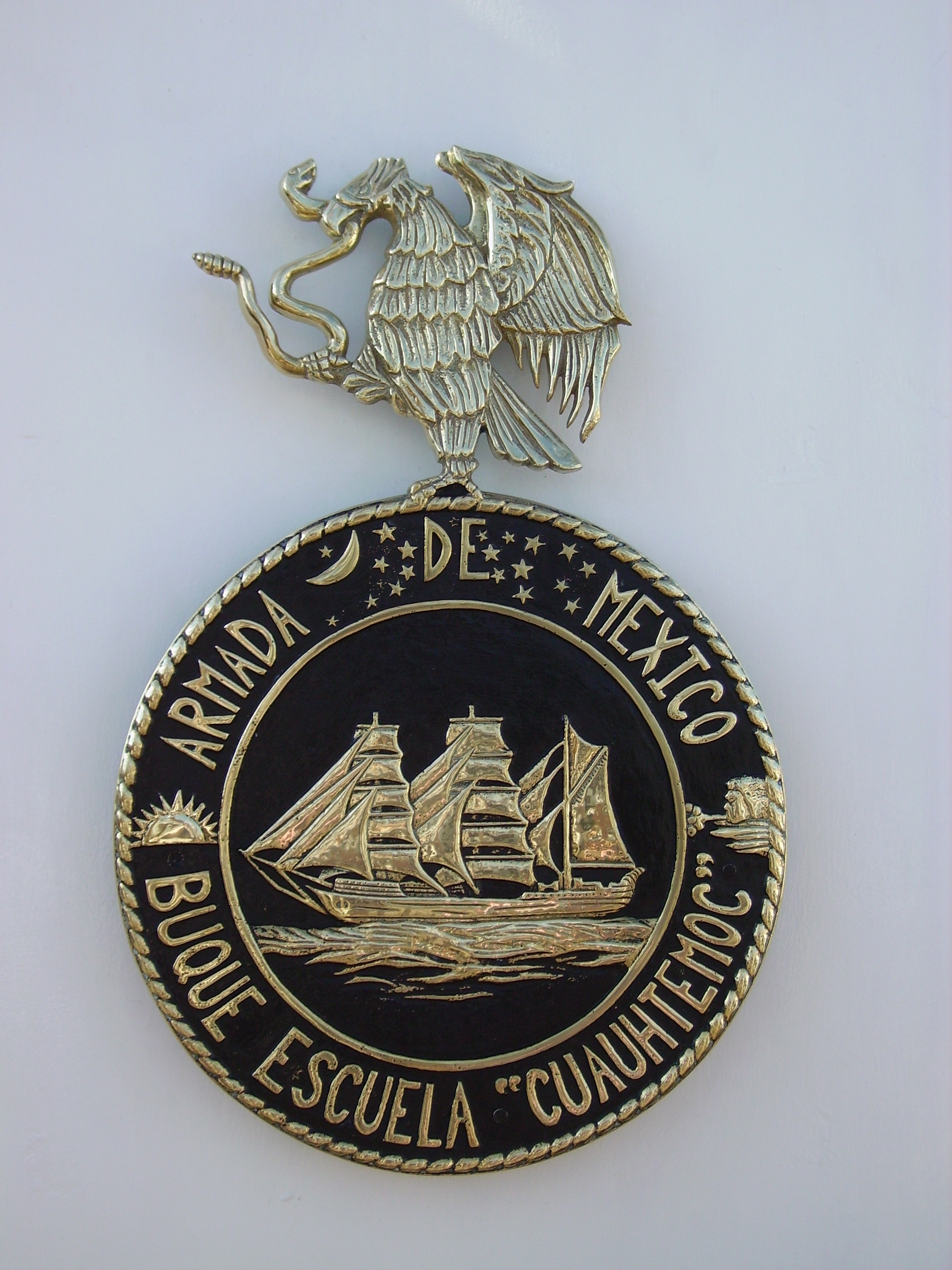
El escudo del Cuauhtémoc.

El cuerpo del escudo se constituye por dos círculos concéntricos: el exterior, a semejanza de un cabo de abacá, significa la jarcia de labor, elemento principal de la tripulación en las faenas de largar y cargar el aparejo. El círculo interior sirve para dividir concéntricamente la circunferencia total del cuerpo.
La parte interna de estos lleva en su centro la silueta del Buque Escuela Cuauhtémoc por su babor y con todo el aparejo dado, navegando hacia el poniente, impulsado por el viento, situación que representa su primer viaje para incorporarse a su Patria.
En el anillo formado por los dos círculos se tienen dos inscripciones: una en la parte superior, que dice: “Armada de México”, institución de la cual forma parte; y otra en la parte inferior, que dice: “Buque Escuela Cuauhtémoc”, el nombre oficial del buque.

El mismo anillo ofrece, en el punto oriente, la figura del dios del viento Ehécatl (en la mitología azteca), quien con su aliento impulsa al buque hacia el poniente. En el punto poniente aparece el Sol del crepúsculo vespertino; en el punto norte, intercalados en la inscripción, los astros siderales que hacen posible el conocimiento constante de su posición. Por último, en la parte superior del cuerpo, el águila del Escudo Nacional, que recuerda el origen del buque y su dotación.

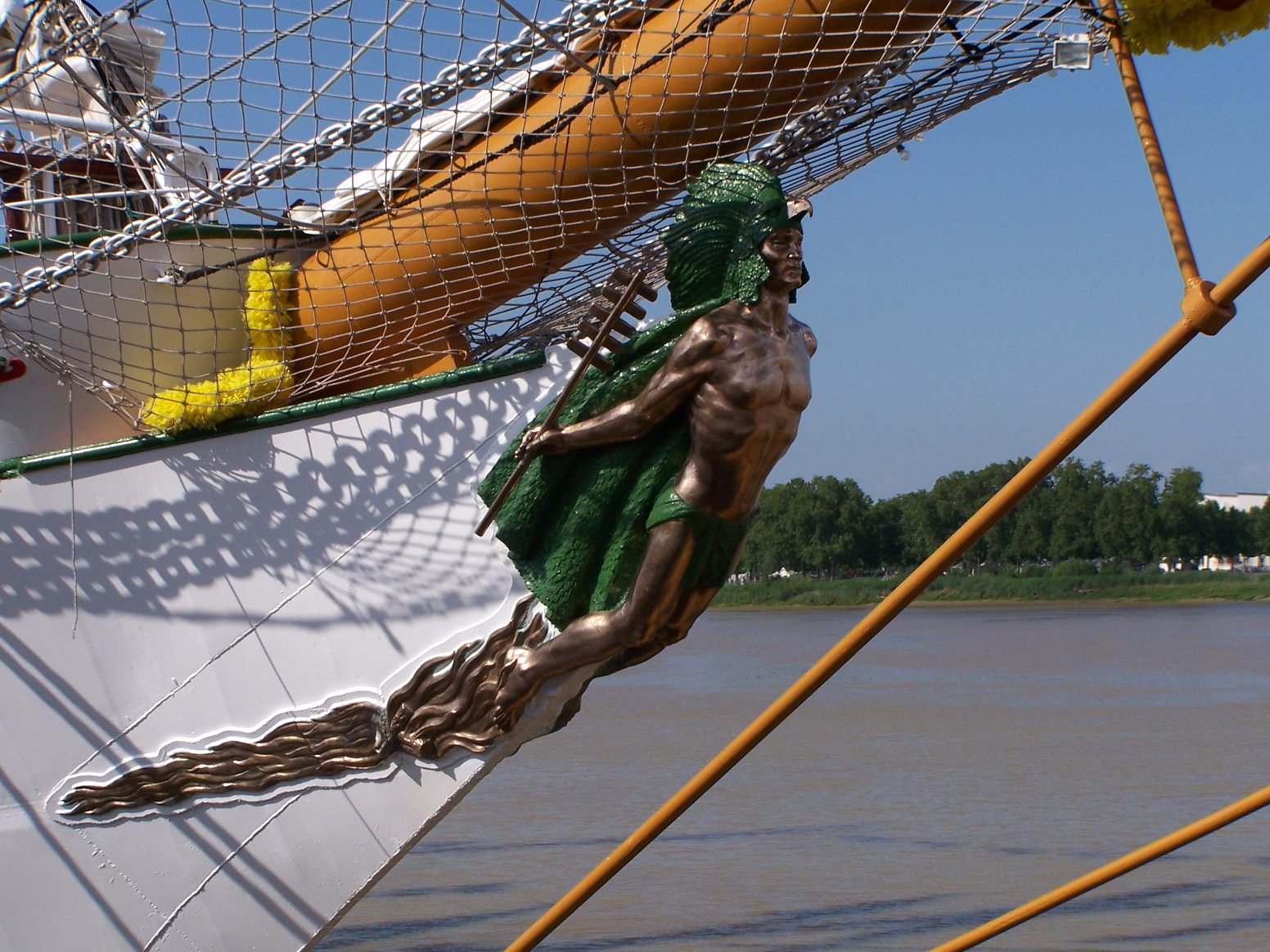
Mascarón de proa del ARM Cuauhtémoc (BE-01)

## Mascarón de proa
El mascarón de proa es la efigie de Cuauhtémoc, que se lleva orgullosamente, en honor del último emperador azteca. El nombre de este navío representa la estirpe guerra del emperador azteca, quien además era conocido por su valentía y ser aficionado a la poesía. Fue esculpida por Juan de Ávalos, considerado como uno de los escultores españoles que mayor pasión han mostrado por el cuerpo humano.

## Viajes efectuados
- Crucero Atlántico 1982
- Crucero Oriente 1983
- Crucero Tahití 1984
- Crucero Atlántico Norte 1985
- Crucero Libertad 1986
- Crucero Sur Pacífico 1987
- Crucero Mediterráneo 1988
- Crucero Eurocaribe 1989
- Crucero Circunnavegación 1990

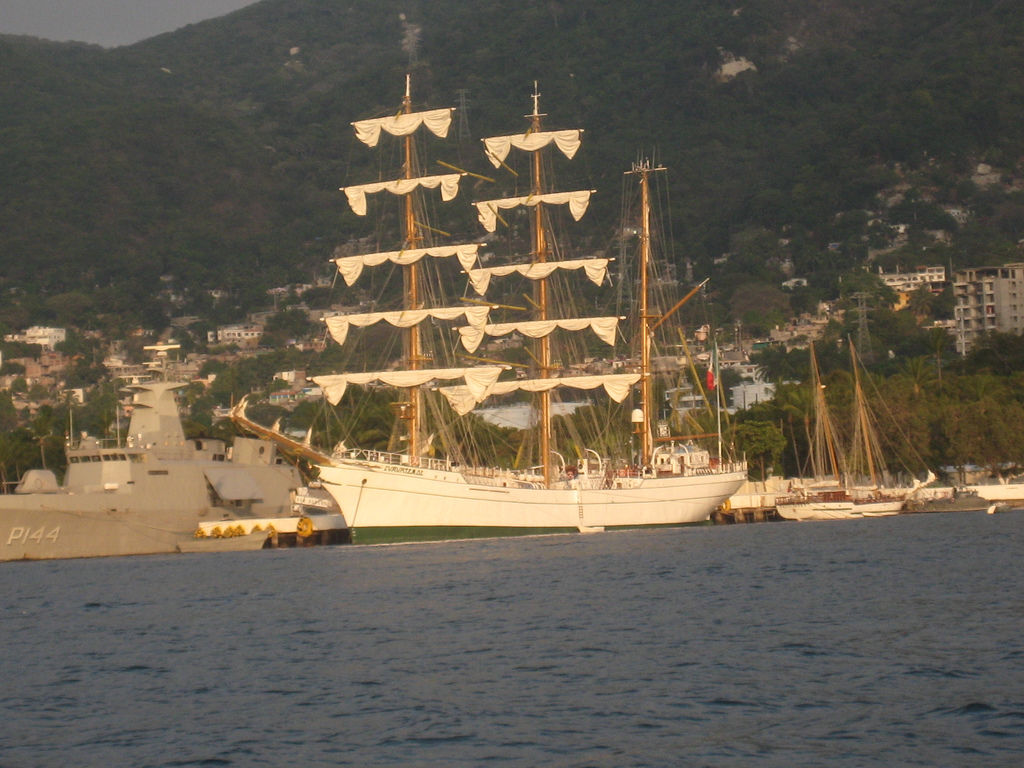
Buque Escuela Cuauhtémoc en Acapulco.

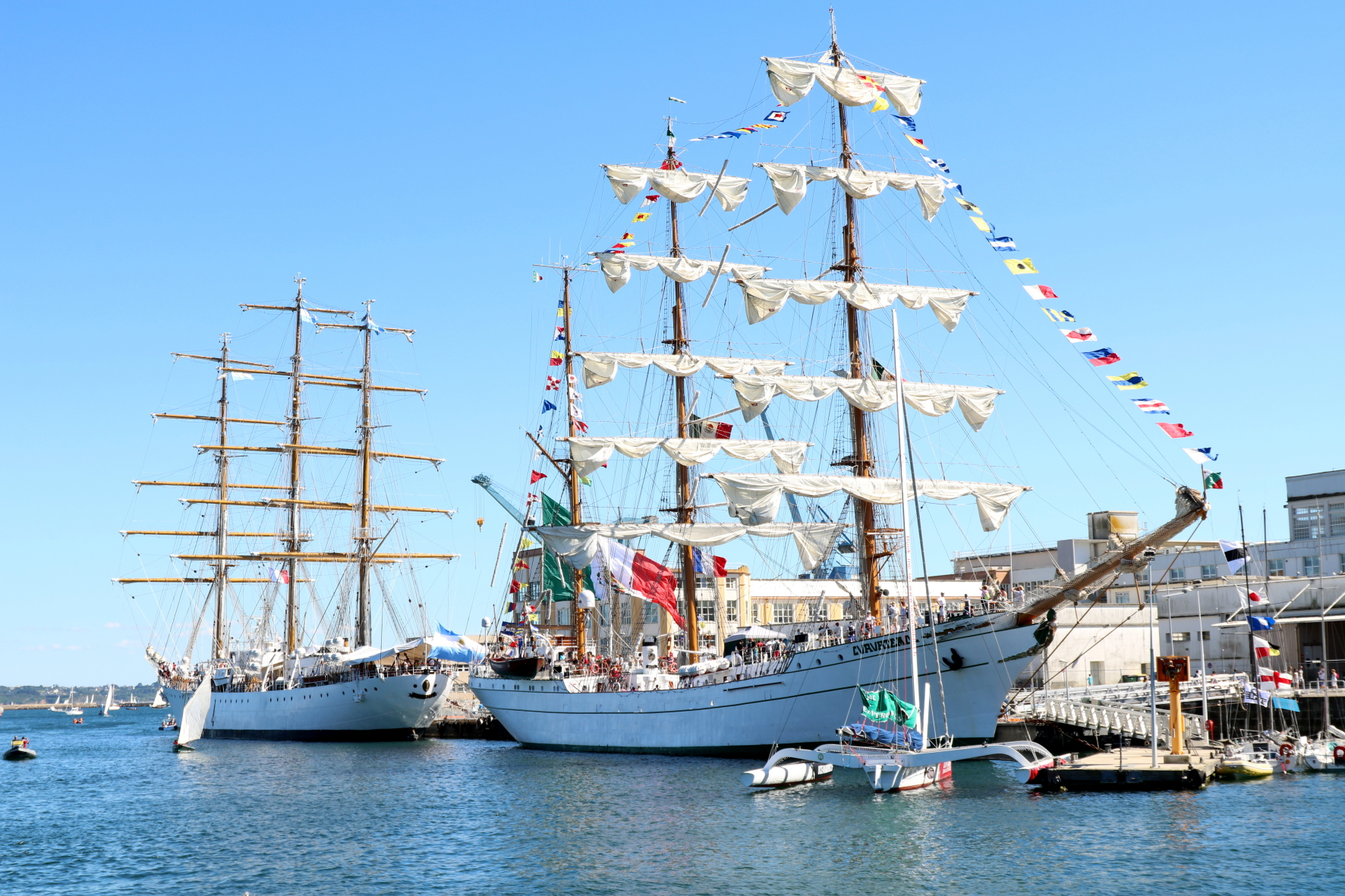
Buque Escuela Cuauhtémoc en 2016.

- Crucero 50 Aniversario de la Secretaría de Marina Atlántico 1992
- Crucero Cabo de Hornos 1992-1993
- Crucero Europa 1994
- Crucero Canadá 1994
- Crucero Báltico 1996
- Crucero Osaka 1997
- Crucero Australia 1998
- Crucero Lisboa 1998
- Crucero Mar del Norte 1999
- Crucero Euroamérica 2000
- Crucero Europa 2001
- Crucero de Circunnavegación 2002
- Crucero  Rouen 2003
- Sail Rhode Island 2004
- Crucero de Instrucción Pacífico Norte 2005
- Crucero de Circunnavegación 2006
- Crucero de Instrucción Báltico 2007
- Crucero  Rouen 2008
- Crucero de Instrucción Japón 2009
- Crucero de Instrucción Bicentenario Velas Sudamérica 2010
- Crucero Mediterráneo 2011
- Crucero Atlántico 2012
- Crucero Europa 2013
- Velas Latinoamérica 2014
- Crucero Levante Mediterráneo 2015
- Crucero Ibero Atlántico 2016
- Crucero Centenario de la Constitución 2017
- Velas Latinoamérica 2018
- Crucero Europa del Norte 2019
- Crucero Ibero Caribe 2020 (cancelado)
- Crucero Nacional Bicentenario de la Armada de México 2021
- Crucero Expo-Dubái 2020
- Crucero Velas Latinoamérica 2022
- Crucero Ibero-bizantino 2023

### Crucero Ibero-bizantino 2023
Cabe destacar que en este crucero fue premiado el "Embajador y caballero de los mares" por su destacada participación en la Regata The Tall Ships Races Magallanes-Elcano obteniendo el Friendship Trophy y la 9.ª Mención Honorífica, gracias a la destacada participación de los cadetes de la Heroica Escuela Naval generación 2019-2024.